# Ferrar-Gletscher
Der Ferrar-Gletscher ist ein etwa 56 km langer Gletscher im ostantarktischen Viktorialand. Er fließt vom Polarplateau westlich der Royal Society Range zum an der Scott-Küste liegenden New Harbour am McMurdo-Sund. Der Gletscher ist mit dem Taylor-Gletscher verbunden, von wo er sich im Osten entlang der Südseite der Kukri Hills bis zum New Harbor fortsetzt.
Der Gletscher wurde durch Teilnehmer der Discovery-Expedition (1901–1904) unter der Leitung des britischen Polarforschers Robert Falcon Scott entdeckt. Benannt ist er nach Hartley Travers Ferrar (1879–1932), dem Geologen bei dieser Forschungsreise.

## Weblinks

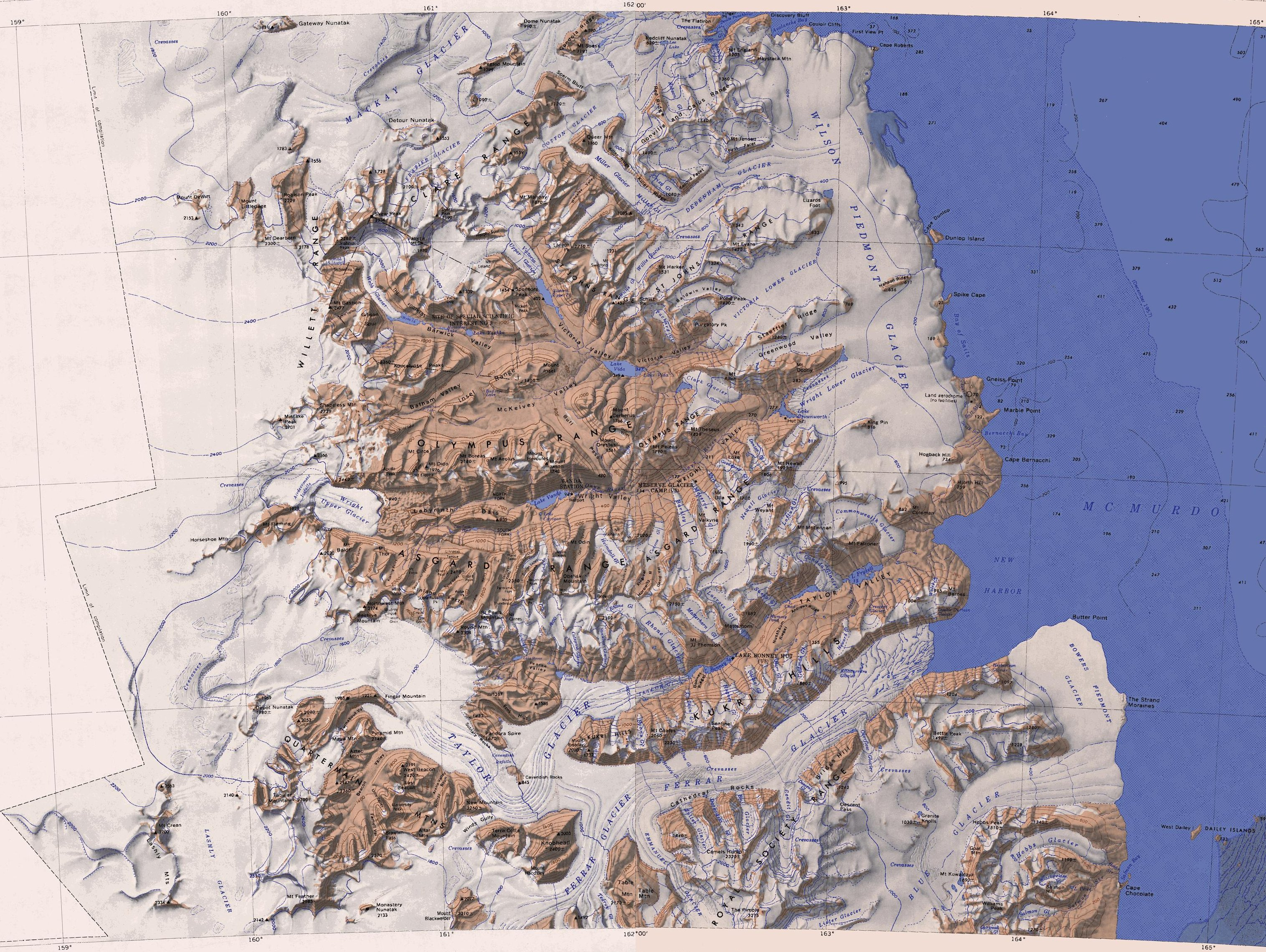
Topographische Karte der Antarktischen Trockentäler, Ferrar Glacier in der unteren Hälfte